# Kauiza Venâncio
Kauiza Moreira Venâncio (* 11. Juni 1987 in Curitiba) ist eine ehemalige brasilianische Leichtathletin, die sich auf den Sprint spezialisiert hat und auch im Hoch- und Weitsprung an den Start ging.

## Sportliche Laufbahn
Erste Erfahrungen bei internationalen Meisterschaften sammelte Kauiza Venâncio im Jahr 2002, als sie bei den Jugendsüdamerikameisterschaften in Asunción mit 5,77 m die Bronzemedaille im Weitsprung gewann. Im Jahr darauf schied sie bei den Jugendweltmeisterschaften im kanadischen Sherbrooke mit 1,74 m in der Hochsprungqualifikation aus und verpasste auch im Weitsprung mit 5,60 m den Finaleinzug. Zudem gewann sie bei den Juniorensüdamerikameisterschaften in Guayaquil mit 5,65 m die Silbermedaille im Weitsprung. 2004 siegte sie dann mit einer Weite von 5,67 m bei den Jugendsüdamerikameisterschaften ebendort. 2005 belegte sie bei den Panamerikanischen Juniorenmeisterschaften in Windsor mit 1,73 m den siebten Platz im Hochsprung sowie mit 5,89 m auch im Weitsprung. Anschließend gewann sie bei den Juniorensüdamerikameisterschaften in Rosario mit 1,73 m die Bronzemedaille im Hochsprung. Im Jahr darauf schied sie bei den Juniorenweltmeisterschaften in Peking mit 5,69 m in der Weitsprungqualifikation aus. 2008 gewann sie bei den U23-Südamerikameisterschaften in Lima mit 5,73 m die Bronzemedaille im Weitsprung hinter ihrer Landsfrau Eliane Martins und Verónica Davis aus Venezuela.
Ab 2010 fokussierte sie sich vermehrt auf den Sprint und 2011 startete sie im 100-Meter-Lauf bei der Sommer-Universiade in Shenzhen und schied dort mit 11,83 s im Viertelfinale aus. 2016 gewann sie bei den Ibero-Amerikanischen Meisterschaften in Rio de Janeiro in 23,18 s die Bronzemedaille im 200-Meter-Lauf hinter der Venezolanerin Nercely Soto und Ángela Tenorio aus Ecuador und sicherte sich mit der brasilianischen 4-mal-100-Meter-Staffel in 43,68 s die Silbermedaille hinter dem Team aus Puerto Rico. Daraufhin nahm sie an den Olympischen Sommerspielen ebendort teil und schied dort mit 23,06 s in der ersten Runde über 200 Meter aus und wurde mit der Staffel im Vorlauf disqualifiziert. 2019 bestritt sie ihre letzten offiziellen Wettkämpfe und beendete daraufhin ihre aktive sportliche Karriere im Alter von 32 Jahren.
2016 wurde Venâncio brasilianische Meisterin im 200-Meter-Lauf sowie 2016 und 2019 in der 4-mal-400-Meter-Staffel.

## Persönliche Bestzeiten
- 100 Meter: 11,48 s (0,0 m/s), 22. Mai 2010 in São Paulo
  - 60 (Meter): 7,49 s, 19. Februar 2011 in Florø
- 200 Meter: 22,93 s (+1,1 m/s), 3. Juli 2016 in São Bernardo do Campo
- Hochsprung: 1,81 m, 24. April 2005 in São Paulo
- Weitsprung: 6,27 m (−0,6 m/s), 19. September 2010 in São Paulo